# Volby do Slovenské národní rady 1948
Volby do Slovenské národní rady 1948 proběhly 30. května 1948.

## Popis voleb
Volby se konaly ve stejný den s volbami do československého Národního shromáždění 1948.  Šlo o první volby do Slovenské národní rady po přijetí poúnorové Ústavy Československé republiky a zároveň šlo o první volby, v nichž kandidovala pouze jednotná kandidátní listina Národní fronty.

## Volební výsledek
|                       |                                |       |       |         |         |
| Uskupení              | Uskupení                       | Hlasy | Hlasy | Mandáty | Mandáty |
| Uskupení              | Uskupení                       | Počet | %     | Počet   | ±       |
|                       | Národní fronta Čechů a Slováků |       |       | 100     | –       |
|                       | Bílé lístky                    |       |       | 0       | –       |
| Celkem platných hlasů | Celkem platných hlasů          |       | 100   | 100     | –       |
| Stranická příslušnost |                                |       |       |         |         |
|                       | Komunistická strana Slovenska  |       |       | 78      | +47     |
|                       | Strana slovenské obrody        |       |       | 17      | +17     |
|                       | Strana svobody                 |       |       | 4       | +1      |
|                       | nestraničtí kandidáti          |       |       | 1       | +1      |